# Parco delle Groane e della Brughiera Briantea
Il parco regionale delle Groane e della Brughiera Briantea è un'area naturale protetta della Lombardia istituito nel 1976, come "Parco delle Groane". Copre una superficie di 8249 ettari nell'alta pianura lombarda, nell'area metropolitana di Milano, a nord-ovest rispetto alla città. Il nome deriva dalla denominazione storica locale delle brughiere, dette appunto groane. 
Il parco ospita una ricca fauna e flora, presenta elementi d’interesse geologico e contiene numerosi siti di valore storico-artistico e di archeologia industriale.
Dal 21 dicembre 2017 vi è stato accorpato il parco della Brughiera Briantea e la riserva naturale Fontana del Guercio.

## Amministrazione e storia

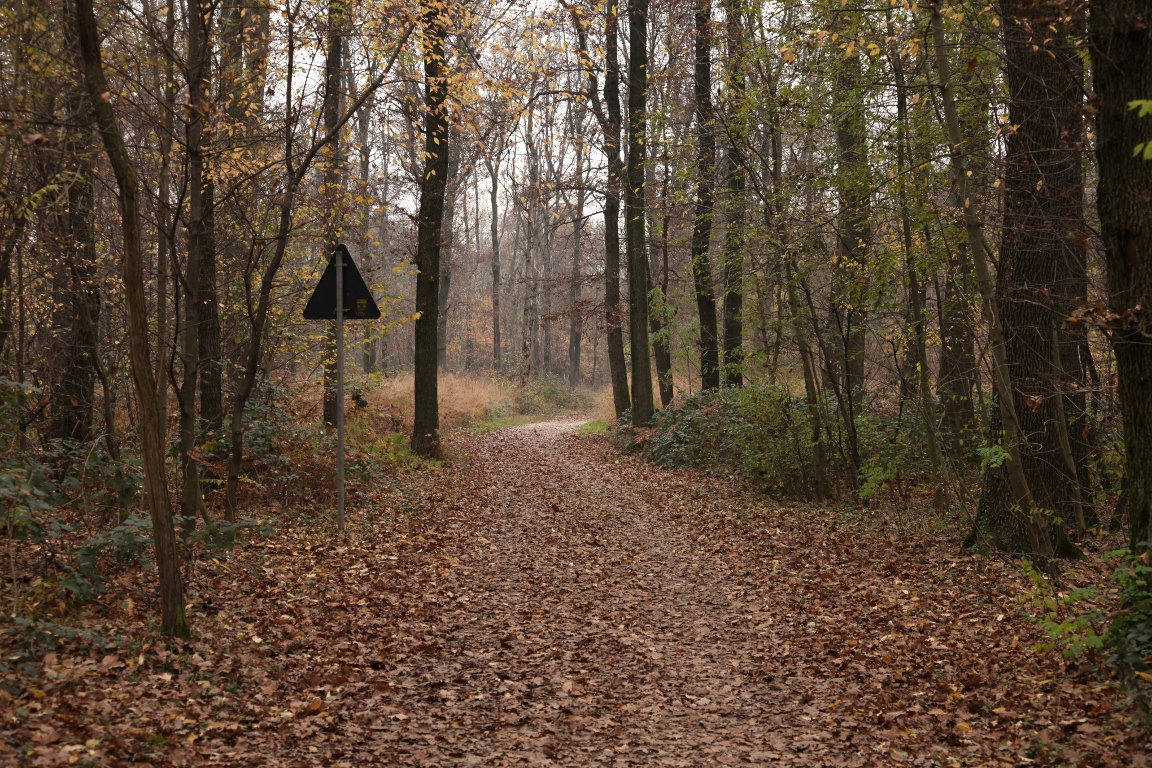
Scorcio del parco delle Groane

Il parco regionale è stato istituito nel 1976 per volontà dei Comuni e della Regione Lombardia. È amministrato e gestito da un ente di diritto pubblico detto consorzio, costituito dalla Provincia di Milano, dal Comune di Milano, dalla Provincia di Monza e Brianza e dagli altri comuni interessati dall'area del parco. L'ente ha come obiettivi l’acquisto di terreni, il rimboschimento, la miglioria dei boschi, la tutela della natura e l’educazione ambientale.
Dal 1984 dispone di un piano territoriale che disciplina l'uso delle aree in modo armonico tra le necessità di conservazione naturale e le attività agricole e turistiche. 
Una parte del parco è tutelata come parco naturale, in forza della legge regionale 29/04/2011 n. 7. Le riserve naturali che vi sono incluse rappresentano siti di interesse comunitario. 
L'organizzazione ambientale WWF, con i volontari della sezione locale, opera all'interno del parco nell'oasi Il Caloggio. L'oasi Fosso del Ronchetto, anch'essa gestita dal WWF e situata nel parco, è stata proposta per il futuro. 

## Geografia
Il Parco delle Groane occupa una superficie di 8 200 ettari (82 km²) ed è situato a un'altitudine compresa fra i 160 e i 300 m s.l.m. Comprende parte dei seguenti 28 comuni, distribuiti su 3 province diverse: Arese, Bollate, Cesate, Garbagnate Milanese, Senago e Solaro nella città metropolitana di Milano; Barlassina, Bovisio-Masciago, Ceriano Laghetto, Cesano Maderno, Cogliate, Lazzate, Lentate sul Seveso, Limbiate, Meda, Misinto e Seveso nella provincia di Monza e della Brianza; oltre a Cabiate, Cantù, Carimate, Carugo, Cermenate, Cucciago, Figino Serenza, Fino Mornasco, Mariano Comense, Novedrate e Vertemate con Minoprio nella provincia di Como. 
Il territorio del parco è caratterizzato dalla presenza di groane, ovvero brughiere, termine da cui prende anche il nome. La maggior parte del parco è costituito da terreni agricoli e da boschi. La conformazione geologica è quella di un pianalto/piccolo altopiano argilloso a ferretto.

## Clima
Il clima del parco è un clima temperato continentale. Gli inverni sono abbastanza piovosi e rigidi (in pianura sono ricorrenti le ghiacciate notturne e il termometro può scendere fino a -12 °C), le mezze stagioni umide, brevi e miti e le estati afose e temporalesche (con temperature massime che possono variare dai +30 °C della collina ai +35 °C / +37 °C della pianura).

## Flora

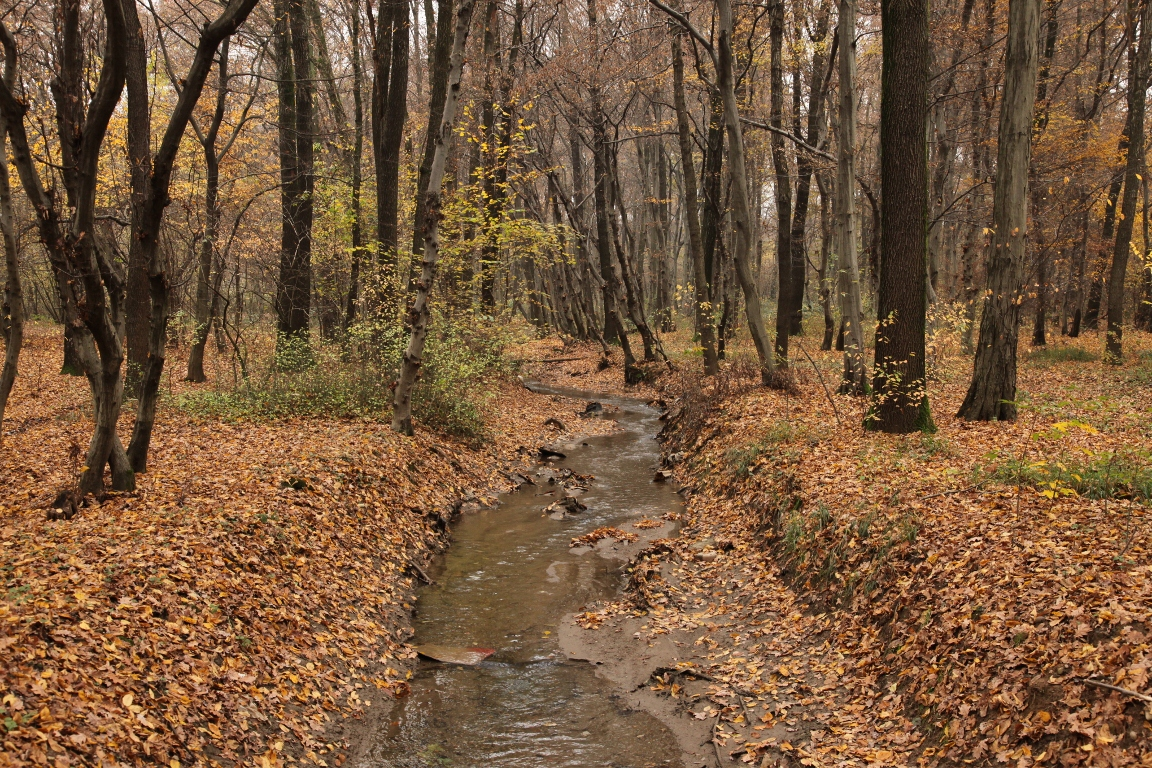
Il torrente Cisnara all'interno del parco delle Groane

La vegetazione del parco è costituita da tre tipi principali: querceti, pinete e brughiere. Le brughiere sono formazioni erbacee caratterizzate dalla presenza del brugo (una specie di erica dei terreni acidi). Nella brughiera troviamo genziane, ranuncoli, salici rosmarinifoglia, giunchi e la tifa. 
Le brughiere si formano quando un bosco viene distrutto da tagli irrazionali o dal pascolo eccessivo o dal fuoco. Si tratta di un ecosistema temporaneo: col tempo il terreno si copre di betulle, pioppi tremoli e pini silvestri e lentamente, in qualche decennio, la brughiera evolve in pineta.
Le pinete di pino silvestre (la meglio conservata si trova nella zona di Cesate), sono anch'esse un ecosistema temporaneo fra la brughiera e il querceto. La forte presenza nelle Groane del pino silvestre, specie pur totalmente autoctona, è legata alle attività di silvicoltura promosse durante il periodo austriaco. Il pino silvestre fu massicciamente usato nel XVIII secolo per la valorizzazione forestale dei terreni argillosi delle Groane, che si presentavano poveri di boschi per il pascolo eccessivo e i vasti tagli; questo tipo di vegetazione è stato mantenuto per circa due secoli grazie alle cure dell'uomo, che provvedeva a ripulire il sottobosco, creando le condizioni per la nascita delle nuove piantine di pino, cosa che avveniva in occasione dei tagli dei pini ogni 50-60 anni per ricavare legname. 
L'abbandono delle cure silvicolturali ha fatto sì che le pinete si siano lentamente evolute in querceti. Essi rappresentano il tipo di soprassuolo forestale più evoluto e in equilibrio con l'ambiente e sono costituiti prevalentemente da farnie e roveri. Fra le altre specie, aceri, carpini bianchi, olmi e frassini. 
Vi sono inoltre altri tipi di bosco d’origine esotica: in particolare boschi di robinia, puri o misti con ciliegio tardivo o con altre specie tipiche delle Groane. Attualmente, i boschi sono presenti su circa un quarto degli oltre 8000 ettari del parco.

## Fauna

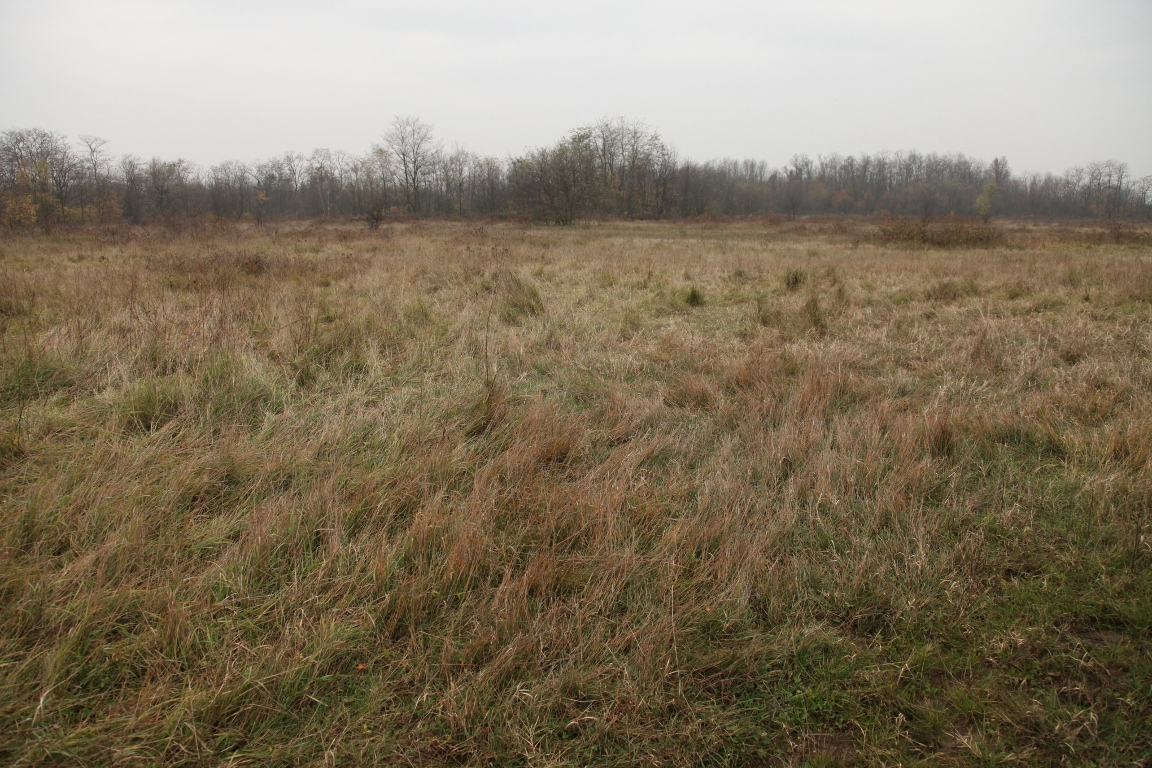
Scorcio del parco delle Groane

Il parco ospita una fauna relativamente ricca, considerata l'ubicazione periurbana. Nei molti stagni si possono osservare numerose specie d’anfibi come il tritone crestato italiano, il tritone punteggiato, la raganella, la rana rossa, la rane di Lataste e la rana verde e la salamandra pezzata.
Recentemente si sono registrate coppie di rospo comune nelle zone nord del Parco. Al fine di proteggere gli esemplari sempre più numerosi e frequenti, sono stati condotti monitoraggi e progetti dalle Guardie ecologiche volontarie come la costruzione di strade di collegamento per impedire che i rospi vengano investiti. Con popolazioni più numerose è presente anche il rospo smeraldino anch'esso presente nei territori nord del Parco più un gruppo presente a Senago.
I rettili che abitano nel Parco sono rappresentati dal ramarro occidentale, la lucertola muraiola, l'orbettino italiano, il biacco il saettone, la natrice dal collare, il colubro liscio e la vipera comune.
Fino agli anni '80 era presente anche la testuggine palustre europea, tuttavia non si ebbero più segnalazioni della specie e pertanto viene considerata estinta nel Parco. Le cause furono l'inquinamento, il ridursi del suo habitat e la competizione con la tartaruga palustre americana, la quale quest'ultima tuttora è presente nell'Oasi Lipu di Cesano Maderno e a Bollate.
Tra gli uccelli si segnalano il picchio verde, il picchio rosso maggiore, il gheppio, il falco pecchiaiolo, la poiana, lo sparviero e il gufo comune.
Il parco ospita inoltre alcune specie di mammiferi: tra i roditori arboricoli si può trovare lo scoiattolo rosso, il ghiro, il moscardino e il quercino; fra le arvicole si annoverano l'arvicola acquatica, l'arvicola rossastra, l'arvicola di Fatio e l'arvicola di Savi; specie di muridi quali il topo selvatico, il topolino delle case, il topolino delle risaie e il ratto delle chiaviche sono gli abitanti più frequenti, specialmente delle campagne coltivate e delle aree urbane. Dannosa è anche la presenza della nutria, proveniente dal fiume Seveso.
Poco diffusa è la popolazione di lepre comune in contrapposizione con la crescente popolazione di minilepre che, come la nutria, proviene dall'America.
Gli insettivori presenti nel Parco sono il riccio, la talpa, il toporagno comune, il toporagno nano la crocidura ventre bianco, e la crocidura minore.
Tra i chirotteri abitano nel Parco il pipistrello di Savi, il vespertilio maggiore, il pipistrello albolimbato e il pipistrello nano.
I carnivori del Parco sono rappresentati dalle elusive faina e donnola. Si presume che ci possa essere anche la puzzola. Molto numerosa è la volpe mentre una piccola popolazione di tasso è segnalata nei boschi di S. Andrea a Misinto.
Recentemente è stata segnalata anche la presenza del cervo rosso con numerosi avvistamenti e tracce, tuttavia non sono stati ancora condotti monitoraggi, pertanto non è certa una popolazione stabile nel Parco.

## Accessi e sentieri
Il Consorzio del Parco delle Groane e della Brughiera Briantea dopo l'unione col Parco della Brughiera Briantea ebbe dunque ottenuto la cura dei 16 sentieri segnalati precedentemente progettati, alcuni dei quali, se opportunamente percorsi e combinati con altri, compongono un itinerario ad anello che riporta al punto di partenza.
Di seguito la numerazione ufficiale dei sentieri:
- 1. Da Copreno al Boscaccio
- 2. Da Lentate sul Seveso a Carimate nella Valle del Seveso
- 3. Da Cabiate a Mariano Comense (variante località ronchett)
- 4. Da Cabiate a Mariano Comense (variante Torrente Valletta)
- 5. Da Camnago a Cabiate
- 6. Dalla Cascina Colombera (Meda) alla Zoca dei Pirutit
- 7. Da Meda a Mariano Comense
- 8. Da Cermenate a Minoprio
- 9.  Nella valle del Seveso (da Asnago a Carimate)
- 10. Da Carimate a Cantù
- 11. Lungo la valle del Serenza (da Carimate a Cascina Moia)
- 12. Da Cascina Amata (Cantù) a cascina San Martino, attraverso la brughiera
- 13. Da Brenna a Cascina Amata, tra i boschi di pino silvestre
- 14. Da Carugo a Pozzolo (Figino Serenza), attraverso il pianalto e la valle di Brenna
- 15. Percorso di Brenna, dalla valle Sorda alla valle di Brenna
- 16. Percorso dei fontanili, Riserva Naturale Fontana del Guercio e fontanile Testa del Nan

## Luoghi d’interesse e architetture
- Azienda Agricola Il Nuovo Bosco (Novedrate), raggiungibile percorrendo il taglio antifuoco che porta ad una grande cancellata (sempre chiusa, da qui si può ammirare solo dall'esterno: sono visibili gli asini e l'allevamento di lama).
- Villa Padulli (Cabiate)[6], visibile percorrendo il sentiero n°4.
- Cascina Mordina e Laghetti della Mordina (Mariano Comense), raggiungibile attraverso i sentieri n°3 e n°4.
- Laghetto Azzurro (Lentate sul Seveso), raggiungibile percorrendo il sentiero n°1.
- Villa Arconati (detta anche Il Castellazzo) a Bollate
- Villa Borromeo, Villa Palazzetta (detta Villa degli occhi) e Villa Ponti a Senago
- Villa Mirabello (anche detta Cascina Mirabello o semplicemente Il Mirabello) e Villa Raimondi a Lentate sul Seveso
- Villa Valera (o semplicemente La Valera) ad Arese
- Villa Dhò (anche chiamata La Petitosa o Maiocca) a Seveso